# Словесник, Илья Мотельевич
Илья́ Мо́тельевич Словесни́к (род. 24 октября 1954, Мытищи, Московская область) — советский и российский композитор и певец в стиле «русский шансон», актёр.

## Биография
Играл в разных рок-группах, сотрудничал с Игорем Саульским (клавиши), Сашей Головиным (гитара), Николаем Ширяевым (бас), с ансамблем «Летучий Голландец» под руководством своего брата Зиновия Словесника.
Окончил музыкальную школу по классу фортепиано. В 1971 году поступил в Государственный музыкальный техникум при Московской консерватории имени Чайковского.
В 1974 году был призван в армию, службу проходил в Ансамбле песни и пляски МВД СССР под руководством Виктора Елисеева. Демобилизировавшись, продолжил обучение в музыкальном техникуме, который окончил в 1977 году.
После этого устраивается в Госконцерт, работает в ВИА «Ровесники» как аранжировщик, после чего долго работал в Московском объединении музыкальных ансамблей (МОМА).
Написанная им для «Весёлых ребят» песня «Солёное море» на слова Игоря Шаферана неожиданно становится лауреатом конкурса «Солдатская песня», за что Илья Словесник как композитор был награждён почётной грамотой командования вооруженных сил.
В середине 1980-х годов Илья Словесник стал известен с песней «Борода», которая имела широкий эфир на ТВ. На виниле Илья Словесник выпустил альбомы «Мы так любили Beatles» (1987) и «Борода» (1989)
В 1989 году снялся в фильме «Последняя осень» (режиссёр Всеволод Плоткин), сыграл роль кабацкого музыканта Толика Балина.
В ноябре того же года уехал на гастроли в США, где остался на несколько лет, обосновавшись в Нью-Йорке, женился. Выступал в ресторанах, писал музыку для рекламы на радио и телевидении и др. Владел рекламным агентством.
В 1997 году вернулся в Россию, где выпустил два альбома «Борода в тылу врага» (1997) и «Снайпер» (2000). На студии звукозаписи Ильи Словесника в США было записано несколько альбомов других исполнителей. Сотрудничал с группой «Белый орёл».
C 2012 года снимается в кино в США в эпизодических ролях.

## Дискография
- Магнитоальбом (1985)
- Мы так любили «Beatles» (1987)
- Борода (1989)
- Борода в тылу врага (1997)
- Снайпер (2000)
- Баня (2019)

## Клипы
- 1986 — «Мы так любили Битлз»
- 1987 — «Дельфины»
- 1988 — «Борода»
- 1996 — «Сладкая»
- 1997 — «Шуба-Люба»

## Фильмография
- 1990 — Последняя осень — Анатолий Максимович Балин, руководитель оркестра и певец в ресторане «Архангельское»
- 2012 — J-1 (короткометражный) — Олег Стравинский
- 2012 — The Florist (короткометражный) — Бранко
- 2012 — Transference Love (короткометражный) — Алексей
- 2013 — Pioneers (ТВ) — Евгений
- 2013 — Такси: Южный Бруклин (телесериал) — старик Келл
- 2015 — Piano Lessons (короткометражный) — профессор
- 2015 — Крысы — министр природных ресурсов
- 2015 — Other Madnesses — инспектор
- 2015 — Плоть и кости (мини-сериал) — русский #1
- 2015 — JonTron (телесериал) — Бусто
- 2016 — Caihong City — мудрец с площади Жэньминь
- 2016 — Shankman’s — Реувен Гутман
- 2016 — RussianMonster (мини-сериал) — RussianMonster
- 2016 — RussianMonster ESL (мини-сериал) — RussianMonster
- 2016 — Sybil
- 2019 — Очень странные дела — генерал Степанов